# جوركا بينتادو
جوركا بينتادو (بالإسبانية: Gorka Pintado)‏ (24 مارس 1978 بسان سيباستيان في إسبانيا - ) هو لاعب كرة قدم إسباني في مركز الهجوم. لعب مع ريال يونيون وسوانزي سيتي ونادي أيك لارنكا ونادي غرناطة ونادي ليغانيس ونادي غرامينيت ونادي فيغيراس ‏.

## وصلات خارجية
- جوركا بينتادو على موقع قاعدة بيانات كرة القدم.إي يو (الإنجليزية)
- جوركا بينتادو على موقع Soccerbase.com (لاعب) (الإنجليزية)
- جوركا بينتادو على موقع Soccerway.com (الإنجليزية)